# 户本一真
户本一真（日语：／ Tomoto Kazuma，1983年6月5日—），日本男子马术运动员，他在2020年夏季奥林匹克运动会马术个人三项赛中排名第四，他也是2024年夏季奥林匹克运动会团体三项赛铜牌得主。